# Amo non amo
Amo non amo è un film del 1979 diretto da Armenia Balducci.

## Trama
Louise, appena divorziata, sta cominciando una nuova carriera e una nuova vita sentimentale con John. Questo però non vale molto più che il suo ex e non smette di avere delle esigenze. Anche il figlio di Louise e il suo lavoro sono esigenti. In queste circostanze, Louise non sa che cosa deve esigere di lei stessa, e durante un incontro tra donne, incluso una che ha avuto una relazione con John, scopre che le donne hanno ancora molto da fare in un mondo ancora dominato dagli uomini. Louise comincia una relazione con un altro uomo, Henry, però senza ottenere soddisfazione.

## Distribuzione
È uscito negli Stati Uniti (a Los Angeles) il 14 dicembre 1979 con il titolo Together?.